# Çaycuma (district)
Çaycuma is een Turks district in de provincie Zonguldak en telt 96.850 inwoners (2007). Het district heeft een oppervlakte van 392,2 km². Hoofdplaats is Çaycuma.
De bevolkingsontwikkeling van het district is weergegeven in onderstaande tabel.
| 1997    | 2000    | 2007   |
| ------- | ------- | ------ |
| 105.037 | 100.685 | 96.850 |

Alaplı · Çaycuma · Devrek · Ereğli · Gökçebey · Zonguldak